# Đảo nối

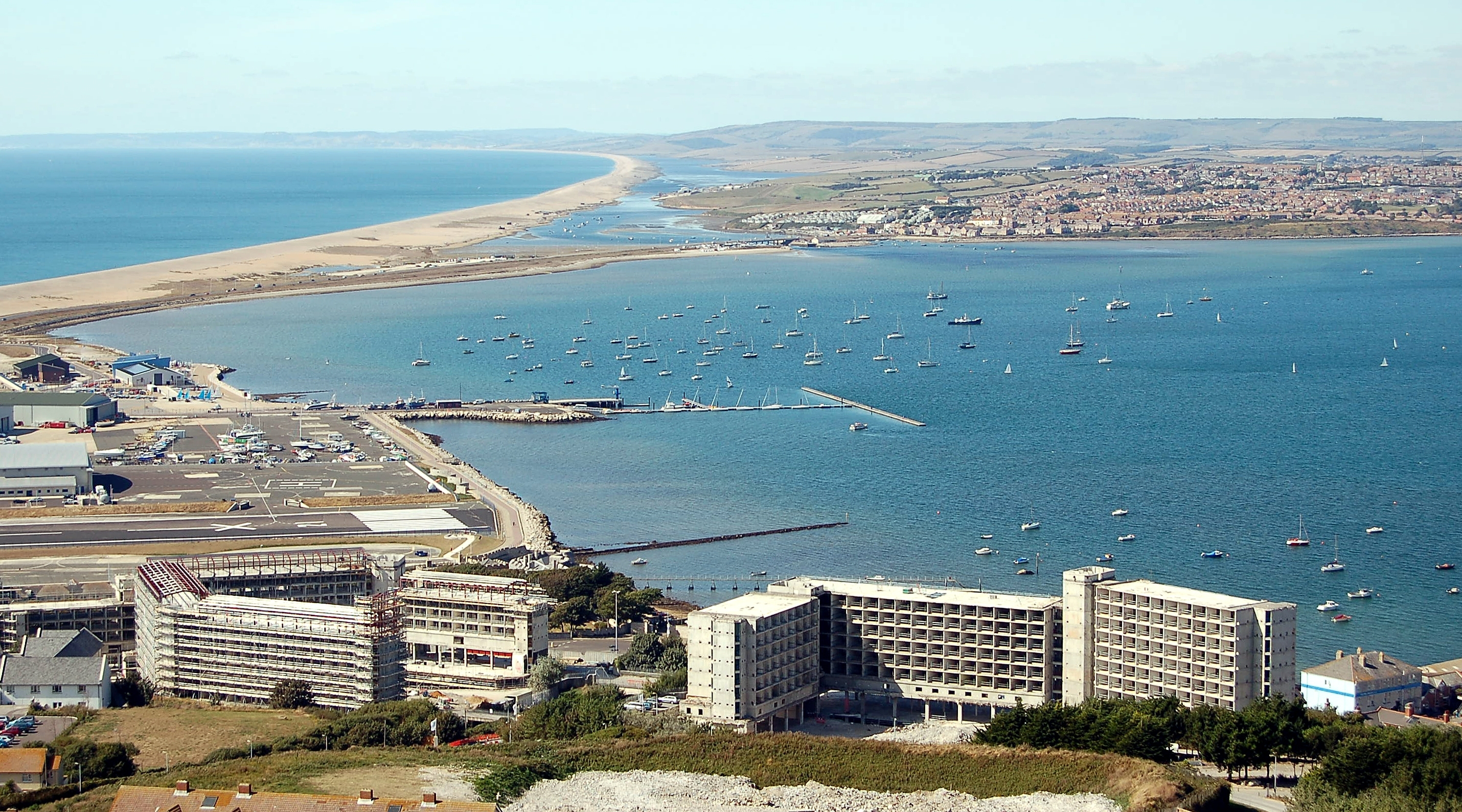
Quang cảnh đất liền Liên hiệp Anh khi nhìn từ Isle of Portland. Chesil Beach ở bên trái, nối hòn đảo (được gọi là đảo nối) với đất liền.

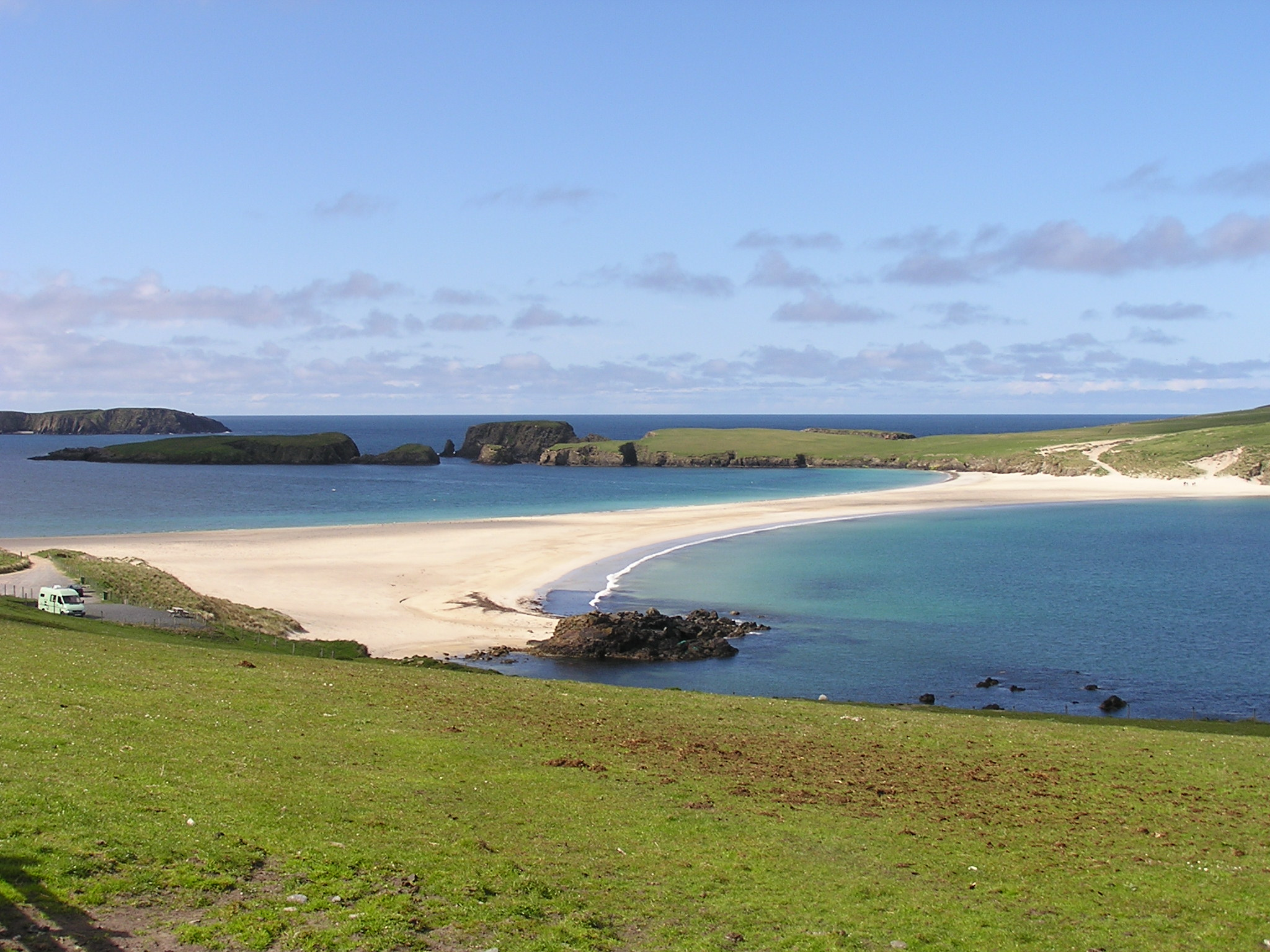
St. Ninians Isle là một đảo nối trong phần lớn thời gian trừ lúc thủy triều đạt mức cao nhất.

Đảo nối hay đảo liền bờ là một hòn đảo được nối với đất liền thông qua một doi cát nối đảo. Một ví dụ về đảo nối là Isle of Portland ở bờ biển phía nam nước Anh; đảo này từng là một đảo tách rời nhưng Chesil Beach đã nối nó với đất liền. Một số ví dụ khác là St. Ninian's Isle thuộc Shetland và Barrenjoey thuộc Úc.